# Automation
Automation (nome completo: Automation - The Car Company Tycoon Game) è un videogioco di simulazione sviluppato da Camshaft Software per Microsoft Windows che consente al giocatore di creare e gestire un'azienda automobilistica virtuale e progettare veicoli da vendere. È disponibile tramite Steam.

## Meccanismo di gioco
Il gioco consente la progettazione, la creazione, il collaudo e la vendita di vari veicoli.
Il gioco è diviso in tre parti: una modalità carriera, una sandbox per creare macchine e una sandbox per creare motori.
Il design automobilistico consiste in un sistema che coinvolge una carrozzeria nuda su cui sono posizionati dispositivi come luci e griglie. Al momento del posizionamento, la maggior parte degli apparecchi si adatterà alla forma del corpo (modalità "2D"). Esiste anche una modalità di posizionamento "3D" che consente all'utente di posizionare i dispositivi ovunque nello spazio 3D, con il compromesso che questi dispositivi non si adatteranno al corpo.

## Sviluppo
Prima del rilascio del gioco completo, è stata pubblicata una sandbox con la sola possibilità di progettare motori, in modo da stimolare la domanda di preordini e finanziare lo sviluppo del resto del gioco. Ad aprile 2014 erano stati effettuati 10.000 preordini e nell'aprile 2015 i preordini erano diventati 25.000.
Il 25 maggio 2017 la prima versione di Automation sviluppata con Unreal Engine 4 fu pubblicata come beta aperta. Comprendeva una serie di nuovi contenuti e funzionalità, tra cui un sistema di verniciatura migliore, più configurazioni del motore e, soprattutto, un significativo aggiornamento della grafica. Questa versione andò a sostituire la precedente, sviluppata con Kee Engine (motore di gioco in-house di Camshaft Software).
Il 13 luglio 2018 è uscito uno strumento per esportare i veicoli realizzati in Automation su BeamNG.Drive come veicoli guidabili.
A partire dal 9 novembre 2020, sono state rese disponibili più opzioni in termini di personalizzazione. L'aggiornamento Light Campaign v4.1 ha aggiunto la modalità di posizionamento dei componenti "3D", nonché vetri trasparenti e controlli dell'illuminazione.
Con l'aggiornamento Light Campaign v4.2 fu rielaborato ulteriormente sia l'aspetto della simulazione aziendale del gioco sia il modo in cui sono progettati veicoli e motori. Le aggiunte includono alberi di bilanciamento e smorzatori armonici, più configurazioni del turbocompressore e strumenti per regolare la distribuzione del peso nelle proprie auto. Il 22 dicembre 2021, questo aggiornamento è stato pubblicato in versione alpha opt-in, dopo ulteriore lavoro svolto da Camshaft per renderlo più stabile. La versione stabile è stata pubblicata quasi un anno dopo, l'8 dicembre 2022, con funzionalità aggiuntive come delle impostazioni che consentono ai giocatori di regolare le dimensioni del telaio, delle ruote e del motore, nonché nascondere alcuni componenti nel caso fossero d'intralcio.
Al 2024, Automation rimane in accesso anticipato, ma continua a ricevere aggiornamenti.